# Alexandre Du Bois
Pour les articles homonymes, voir Du Bois.
Alexandre Nicolas Du Bois, né à Paris le 11 septembre 1785 et mort dans cette même ville le 6 novembre 1866, est un architecte français du XIXe siècle.

## Biographie
Fils de Marie-Antoinette Dubois et d'un père inconnu, Alexandre-Nicolas Dubois est né à Paris le 11 septembre 1785. Baptisé le même jour à  Saint-Nicolas-des-Champs, il a pour parrain l'architecte Nicolas-Claude Girardin.
Élève de l'École centrale puis de l'École polytechnique, dont il sortit ingénieur-géographe, Alexandre Du Bois enseigna les mathématiques à l’École militaire pendant trois ans.
Il se consacra ensuite à l'architecture et, après avoir été l'élève de Lebas et Debret, devint architecte du gouvernement en intégrant l'administration des Travaux publics. En 1811, il fut nommé architecte de l'abattoir de Montmartre en remplacement de Belanger. Cinq ans plus tard, il fut également chargé de l'achèvement de l'abattoir de Grenelle commencé par Guy de Gisors.

En 1815, lors de l'entrée des Alliés en France à la suite de la bataille de Waterloo, il œuvra en tant qu'ingénieur à la défense de Paris. Au cours des premières années de la Restauration, on lui confia l'aménagement du marché de la barrière d'Italie.

En 1820, c'est en tant qu'inspecteur des travaux qu'il fut adjoint à Debret et Grillon pour la construction de l'Opéra de la rue Le Peletier. À cette fin, il fut missionné outre-Manche pour y étudier aménagement et les conditions de sécurité des salles d'opéras et des théâtres anglais. Par la même occasion, il étudia la construction des gazomètres anglais avant de construire à Paris des équipements semblables (v. 1822).
En 1832, Du Bois adhéra à la Société libre des Beaux-arts et, en 1864, fut élu président de la classe d'architecture du Comité central des artistes. Architecte-voyer de première classe depuis 1835, il fut également nommé architecte divisionnaire (1837) puis architecte en chef (1855) de la Préfecture de Police. En collaboration avec Gilbert aîné, Du Bois effectua des travaux sur l'hôtel de cette administration en 1856.

Érudit, il se constitua une bibliothèque de vingt-mille ouvrages et entreprit la rédaction de notices biographiques sur les architectes français. Une partie de celles-ci fut publiée après sa mort par l'architecte Charles Lucas (Biographie universelle des architectes célèbres, Paris, 1868) puis par son gendre Élie Brault (Les Architectes par leurs œuvres, Paris, 1893).
Architecte-commissaire de la petite voirie, Alexandre Du Bois mourut le 6 novembre 1866 à la « folie Rochechouart », la maison qu'il s'était bâtie en 1843. Mort célibataire, Du Bois avait une fille (naturelle ou adoptive), la peintre Marie Alexandrine Weniger (d), qui fonda en mémoire de son père le « prix Alexandre Du Bois ».

## Principales réalisations

### Paris et environs
- Maisons
  - de M. Lemarquis, rue Lamartine[11]
  - de M. Louvet, rue de Londres[11]
  - de la famille Rouen, boulevard Saint-Denis[11]
  - du baron de Laitre, rue Traversière[11]
  - du marquis de Loris, Marais[11]
  - de M. de Lasserteux, quai de Jemmapes[11]
  - du marquis de Rubelle, faubourg Saint-Germain[11]
  - du comte de Luchap, rue de Grenelle-Saint-Germain[11]
  - de M. Assigond, boulevard des Capucines[11]
  - de M. Garnier, rue des Fossés-Montmartre[11]
  - de l'architecte (folie Rochechouart), carrefour des rues de Rochechouart, Condorcet et Turgot (1843, démolie en 1908)[9]
- Hôtels particuliers
  - de M. de Laborde, rue de la Chaussée-d'Antin[11]
  - de M. de Beaufort, rue Basse-du-Rempart[11]
  - de la comtesse de Chenevix, rue de Grenelle-Saint-Germain[11]
- Monuments funéraires
  - du marquis de Clermont[11]
  - de la Vauballière[11]
  - de la marquise de Brunoy[11]
  - du marquis de Chenevix[11]
  - de M. de Broé[11]
  - de l'architecte et de sa mère, cimetière du Père-Lachaise[11],[12]
- Usines et fabriques :

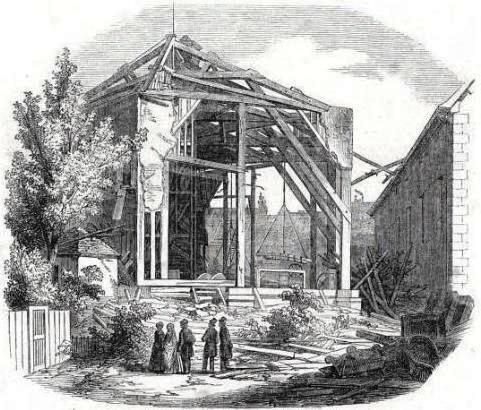
Le gazomètre de la rue Richer après son explosion en 1849

- - Usine à gaz, rue de la Tour[11] (vers 1822)[12]
  - Gazomètre de la rue Richer[11]
  - Fabrique de toile aux Batignolles[11]
  - Briqueterie à Passy[11]
  - Teinturerie à Saint-Denis[11]
  - Cité industrielle Ménars au Gros-Caillou[11],[12]
  - Manufacture à Belleville[11]
- Percement de la rue de Navarin[12] (1830)

### Province
- Château de la Brûlerie, à Douchy (Loiret)[11]
- Villa Gant, près de Poissy[11]
- Villa du comte de Jordis, près d'Asnières[11]
- Usine pour l'éclairage et la distribution des eaux, Calais[12]

## Publications
- Alexandre Du Bois et Turenne, « Rapport fait par MM. Du Bois et Turenne... sur un mémoire de M. Godwin,... intitulé : "Essai sur la nature et les propriétés du concret" », dans Annales de la Société libre des beaux-arts pour 1838-1839, Paris, s.d., 7 p., in-octavo (BNF 30358171)
- Alexandre Du Bois et Élie Brault, Les architectes par leurs œuvres : ouvrage rédigé sur les manuscrits de Al. Du Bois (de l'École Polytechnique) architecte du gouvernement, Paris, H. Laurens, 1893, 1re éd., 3 tomes (OCLC 3711581)Publication posthume.
  - t. I L'Antiquité. Le Moyen Âge. La Renaissance italienne., disponible gratuitement sur Internet Archive
  - t. II La Renaissance française. Le XVIIe siècle. L'Architecture rococo., disponible gratuitement sur Internet Archive
  - t. III Classiques et Romantiques. L'Éclectisme prend la place du style absent. L'Architecture de fer., disponible gratuitement sur Internet Archive